# Giffou
Le Giffou est une  rivière du sud de la France qui coule dans le département de l'Aveyron. C'est un affluent du Céor en rive gauche, donc un sous-affluent de la Garonne par le Céor, puis le Viaur, l'Aveyron, et enfin par le Tarn.

## Géographie
D'une longueur de 46,2 km, il prend sa source au sud du Massif central sur le Lévézou près du village de Cannac dans le département de l'Aveyron dans le Parc naturel régional des Grands Causses et se jette dans le Céor près de Saint-Just-sur-Viaur.

## Principaux affluents
- la Durenque (rive droite) : 17,4 km confluence au lieu-dit "Le Moulin de Clary"
- Le ruisseau du Fraysse : 6,7 km
- La Nédouze : 5,7 km
- le Cône (rive droite) ou le Fouquet : 22 km confluence au lieu-dit "La Fabrèguerie"

### Nombre de Strahler
Donc le nombre de Strahler du Giffou est de trois.

## Hydrologie
- 0,07 m3/s en période de sècheresse.
- 97,20 m3/s lors de la crue du 14 décembre 1981.

## Communes traversées
- département de l'Aveyron (d'amont en aval) : Villefranche-de-Panat, Lestrade-et-Thouels, Réquista, Durenque, Saint-Jean-Delnous, La Selve, Rullac-Saint-Cirq, Lédergues et Saint-Just-sur-Viaur.